# Oubanguia
Oubanguia là một chi thực vật có hoa trong họ Lecythidaceae.

## Loài
Chi Oubanguia gồm các loài: